# دی‌اچ‌ال ایر بریتانیا
دی‌اچ‌ال ایر بریتانیا (به انگلیسی: DHL Air UK) یک شرکت هواپیمایی با کد یاتا D0 است که در تاریخ ۱۹۸۲ میلادی تأسیس شده‌است.
دفتر مرکزی دی‌اچ‌ال ایر بریتانیا در بریتانیا واقع شده‌است و قطب این شرکت هواپیمایی در فرودگاه ایست میدلند قرار دارد.